# Tita Mozzoni
Tita Mozzoni nome d'arte di Giovanni Battista Mozzoni (Gardone Val Trompia, 27 marzo 1894 – Gardone Val Trompia, 17 agosto 1986) è stato un pittore italiano.

## Biografia
Già da giovinetto iniziò a dipingere seguendo lo stimolo e la guida del fratello maggiore Giuseppe, già avviato pittore.
In seguito si iscrisse alla Scuola d'arte Moretto e poi seguì gli insegnamenti di Gaetano Cresseri da cui apprese in particolare la tecnica dell'affresco.
Iniziò l'attività con il fratello e poi proseguì da solo in una propria bottega, dedicandosi alla pittura ed anche al restauro, alla scultura e all'esecuzione di miniature e di vetrate.
Dal 1918 insegnò pittura per lunghi anni alla Scuola Moretto e presso altre istituzioni bresciane.
Ebbe tra i suoi allievi Mario Pescatori, Enrico Ragni, Oscar Di Prata, il nipote Lorenzo Favero ed altri artisti bresciani. 
Dagli anni '20 operò in chiese e palazzi della provincia di Brescia e di Milano come affreschista, ed anche come decoratore e restauratore, spesso a fianco del maestro Cresseri e di Vittorio Trainini.
Già da allora si dedicò alla pittura da cavalletto, nella quale risultò presto molto apprezzato dal pubblico e dalla critica. Dedicò sempre maggior impegno a questa attività e trattò i soggetti più diversi: paesaggi, fiori, nature morte e particolarmente ritratti con ottimi risultati.
Operò soprattutto a Brescia, ma fu attivo anche a Milano, in Val Seriana e a Roma.
Molte le presenze in mostre personali e collettive a Brescia e in varie città italiane, a cominciare dal 1919
.
Importanti furono le mostre allestite a Brescia all'AAB nel 1974, per il suo 80º compleanno 

,
e alla Galleria Inganni nel 1984, per il 90°

,
quando era considerato il decano degli artisti bresciani.
Dopo la morte fu ricordato nel 2003 in una mostra antologica organizzata dall'Associazione "Martino Dolci" e patrocinata dal Comune e dalla Provincia di Brescia
.
Sue opere si trovano in Gallerie in Italia e in Brasile (un suo "San Francesco" è stato acquisito dalla Galleria d'arte moderna di San Paolo), molte sue opere sono presenti in varie collezioni in Italia e all'estero.
È ricordato nel Famedio del Cimitero Vantiniano di Brescia tra le persone illustri della città
.